# Эль-Хиран
Эль-Хиран (Эль-Кайран, Эль-Хайран, араб. الخيران‎) — строящийся город в Кувейте на побережье Персидского залива, в районе Сабах-эль-Ахмед, примыкающем с юга к району Эз-Заур, в губернаторстве Ахмади, в 87 километрах к юго-востоку от столицы Эль-Кувейт, близ границы с Саудовской Аравией. Строящийся курорт. Район Эль-Хиран включает в себя заливы и лагуны, примыкающие к Персидскому заливу.
Планы строительства новых городов Эль-Хиран и Эс-Сабия в 1970-е годы были связаны со стремлением Кувейта ограничить рост населения и развитие промышленности в столичном городе Эль-Кувейт, попыткой разрядить демографическую обстановку и понизить плотность населения в наиболее густозаселённых центрах страны. В 1994 году правительство Кувейта утвердило проект строительства трёх новых городов Эс-Субахия, Доха и Эль-Хиран. 26 декабря 2012 года была выпущена резолюция позволяющая частным компаниям участвовать в решении жилищной проблемы в стране и разрешающая создавать акционерные общества для строительства новых городов Эль-Хиран, Эс-Сабия и Эль-Мутла, в июле 2013 года было создано акционерное общество для строительства города Эль-Хиран, в котором участвуют 23 компании. В марте 2013 года компания Tamdeen Group запустила проект строительства курорта Эль-Хиран площадью 0,35 квадратных километров (35 гектаров) и стоимостью 700 млн долларов США. Проект включает в себя пятизвёздочный курорт, аутлет площадью 70 000 квадратных метров, в котором будут размещены 300 магазинов, самая большая в стране пристань для 900 яхт, парк площадью 25 000 квадратных метров, набережную протяжённостью 1,25 километров, 3700 парковочных мест. Строительство планируется завершить в первом квартале 2021 года.
Предусматривается также строительство многотопливной электростанции мощностью 1500 МВт и установки опреснения морской воды производительностью 570 000 кубических метров (125 миллионов имперских галлонов) в день в Эль-Хиране.